# 1749
Cette page concerne l'année 1749  du calendrier grégorien. Pour l'année 1749 av. J.-C., voir 1749 av. J.-C.
L'année 1749 est une année commune qui commence un mercredi.

## Événements
- 21 juin, Acadie : le nouveau gouverneur britannique de la Nouvelle-Écosse Edward Cornwallis débarque à Chibouctou avec 2576 colons. Le 12 juillet, le siège du gouvernement de la Nouvelle-Écosse est transféré d'Annapolis Royal à la ville nouvelle fondée Halifax[1].
- 23 juillet : Charles des Herbiers reprend possession de Louisbourg pour le roi de France[2]. Les troupes britanniques évacuent la ville le 30 juillet[3].

- 3 août, guerre carnatique : Anwaruddin Muhammed Khan, nabab du Carnatic, est battu et tué par Chanda Sahib, appuyé par le Nizâm d'Hyderâbâd Muzaffar Jang et la France, à la bataille d'Ambour[4]. Dupleix contrôle le Carnatic, reçoit des tributs importants de ses alliés et se fait reconnaître gouverneur du sud de l’Inde. La compagnie anglaise réagit mollement, puis désigne un nouveau gouverneur, Clive, qui comprend la politique de Dupleix et l’imite.

- 1er septembre : les Français évacuent Madras et remettent la ville aux troupes britanniques de l'amiral Boscawen[5].
- 24 septembre, Nouvelle-Écosse : les Micmac déclarent la guerre aux Britanniques[6].

- Au Suriname, Adoc, chef des Boni, noirs marrons en fuite, obtient l’indépendance. Un autre chef noir, Arabi, probablement musulman, se voit reconnaître le droit de fonder lui aussi une République, à condition de ne plus accepter de marrons[7].
- Les Busaidi prennent le pouvoir à Oman[8]. Ils transforment la théocratie en État séculier et en puissance commerciale et maritime.

### Europe
- 4 janvier : victoire navale des corsaires de Tripoli sur Venise au combat de Céphalonie[9].
- 8 janvier : naufrage de l'Amsterdam près de Hastings en Angleterre à la suite d'une tempête, lors de son premier voyage[10].
- Mars : rapprochement diplomatique entre l’Autriche et la France lors d’une « conférence secrète » avec Königsegg, grand maître de la cour, Khevenhüller (de), grand chambellan, Bartenstein (de) et Kaunitz[11].

- 17 avril : le hospodar Constantin Mavrocordato abolit le servage en Moldavie[12].
- 23 avril : Charles Alexandre de Lorraine entre à Bruxelles après le départ des Français le 28 janvier[13].

- 2 mai : en Autriche, Haugwitz reforme les institutions en séparant les affaires administratives de l’exercice de la justice : il crée un directoire administratif divisé en sept sections qu’il préside et une cour suprême (Oberste Justizstelle) présidée par le chancelier d’Autriche Seilern (de). L’administration et le financement de l’armée sont centralisés. Le gouvernement de la Bohême est aboli le 2 mai et remplacé par une simple cour d’appel[14]. Des mesures analogues sont prises dans tous les pays héréditaires. La bureaucratie se développe. La Hongrie garde ses vieilles structures féodales et les ordres gardent leurs privilèges.

- 26 juin : Guillaume du Tillot devient intendant général du coffre du duché de Parme[15].

- 30 juillet : la grande rafle des gitans en Espagne sous le règne de Ferdinand VI[16].
- 10 octobre : un décret de Ferdinand VI met en place un cadastre en Castille, dit Cadastre d'Ensenada, dans le but de remplacer les recettes provinciales (rentas provinciales) par une contribution unique (unica contribución). Le 22 octobre, un autre décret ordonne de cadastrer l'ensemble des habitations de Madrid (planimetría General de Madrid (es))[17].
- 15 décembre : fondation de Rostov-sur-le-Don[18].

## Naissances en 1749
- 9 janvier : John Hathorn, homme politique américain († 19 février 1825).
- 12 janvier : Paolo Borroni, peintre italien († 1819).

- 2 février : Alexandre Camille Taponier, général français († 14 avril 1831).
- 22 février : Johann Nikolaus Forkel, organiste et historiographe de la musique allemand († 20 mars 1818).

- 3 mars : Edme-Pierre Chauvot de Beauchêne, médecin français († 24 décembre 1824).
- 8 mars : Gilbert de Riberolles, homme politique français, député du tiers état de la sénéchaussée de Riom aux États généraux († 26 novembre 1828).
- 9 mars : Honoré-Gabriel Riqueti de Mirabeau, écrivain, diplomate, journaliste et homme politique français († 2 avril 1791).
- 23 mars : Pierre-Simon de Laplace, mathématicien, astronome, et physicien français(† 5 mars 1827).

- 11 avril : Adélaïde Labille-Guiard, peintre, miniaturiste et pastelliste française († 24 avril 1803).

- 17 mai : Edward Jenner, scientifique et médecin anglais († 26 janvier 1823).
- 25 mai : Gregorio Funes, ecclésiastique, homme politique, journaliste, historien et écrivain espagnol puis argentin († 10 janvier 1829).

- 16 juin : Gottlieb Konrad Christian Storr, médecin et naturaliste allemand († 2 février 1821).
- 28 juin : Friedrich Leopold von Kircheisen, juriste et ministre prussien († 18 mars 1825).

- 28 août : Johann Wolfgang von Goethe, écrivain allemand († 22 mars 1832).

- 4 septembre : Stanislas Adélaïde, fille de Mme du Châtelet, à Lunéville.
- 6 septembre : Benjamin Bell, chirurgien écossais († 5 avril 1806).
- 17 septembre : Juan Agustín Ceán Bermúdez, peintre, historien et critique d'art espagnol († 3 décembre 1829).

- 30 octobre: Guillaume Wittouck, jurisconsulte et haut magistrat († 12 juin 1829).

- 3 novembre : Daniel Rutherford, médecin, chimiste et botaniste écossais († 15 novembre 1819).
- 17 novembre : Nicolas Appert, inventeur français († 1er juin 1841).
- 19 novembre : Jean-Baptiste L'Olivier, homme de guerre, général († 16 avril 1819).

- 17 décembre : Domenico Cimarosa, compositeur italien († 11 janvier 1801).
- 25 décembre : Pierre Noël Violet, peintre et graveur français († 9 décembre 1819).

- Date précise inconnue :
  - Thomas Daniell, peintre britannique († 19 mars 1840).
  - Julián de Leyva, fonctionnaire et homme politique espagnol puis argentin († 1818).
  - Guillaume Navoigille, musicien français († novembre 1811).
  - James Peale, peintre américain († 24 mai 1831).

- Vers 1749 :
- Julien Navoigille, musicien français († 25 juillet 1831).

## Décès en 1749
- 31 janvier : Donato Creti, peintre rococo italien de l'école bolonaise (° 24 février 1671).

- 7 février : André Cardinal Destouches, musicien français (° 1672).
- 8 février : Jan van Huysum, peintre néerlandais (° 5 avril 1682).

- 12 mars : Alessandro Magnasco, peintre rococo italien de l'école génoise (° 4 février 1667).

- 8 avril : François Jouvenet, peintre français (° 19 décembre 1664).
- 22 ou 23 avril : Nikolaus Gottfried Stuber, peintre baroque allemand (° 15 janvier 1688).

- 11 mai : Catharine Trotter Cockburn, femme de lettres et philosophe britannique (° 16 août 1679).
- 28 mai : Pierre Subleyras, peintre français (° 25 novembre 1699).

- 13 juin : Jan Frans van Bloemen, peintre flamand (° 12 mai 1662).
- 17 juin : Charles Eversfield, homme politique conservateur britannique (° 15 septembre 1683).

- 19 juillet : Armand-Gaston-Maximilien de Rohan, cardinal français, évêque de Strasbourg (° 26 juin 1674).
- 10 août : Paul Maurice de Torrenté, ecclésiastique et juriste sédunois (° 23 avril 1690).

- 10 septembre : Émilie du Châtelet, femme de lettres et scientifique (° 17 décembre 1706).

- 26 octobre : Louis-Nicolas Clérambault, musicien français (° 19 décembre 1676).

- 14 novembre : Gondazaemon Maruyama (丸山 権太左衛門), lutteur de sumo japonais. Le 3e dans l'histoire de ce sport à avoir atteint le grade de yokozuna (° 1713).

- 4 décembre : Mme de Tencin, baronne de Saint-Martin de l'isle de Ré, écrivain et célèbre salonnière (° 27 avril 1682).
- 23 décembre : Mark Catesby, naturaliste britannique (° 3 avril 1683).
- 31 décembre : Philip Livingston, homme politique américain (° 31 décembre 1686).
- Date précise inconnue :
  - Jan Cornelis de Pauw, philologue néerlandais (° vers 1680).